# Slovenské Pravno
Slovenské Pravno (deutsch Windischproben oder seltener Windischprona, ungarisch Tótpróna) ist eine Gemeinde in der Mittelslowakei westlich von Turčianske Teplice.

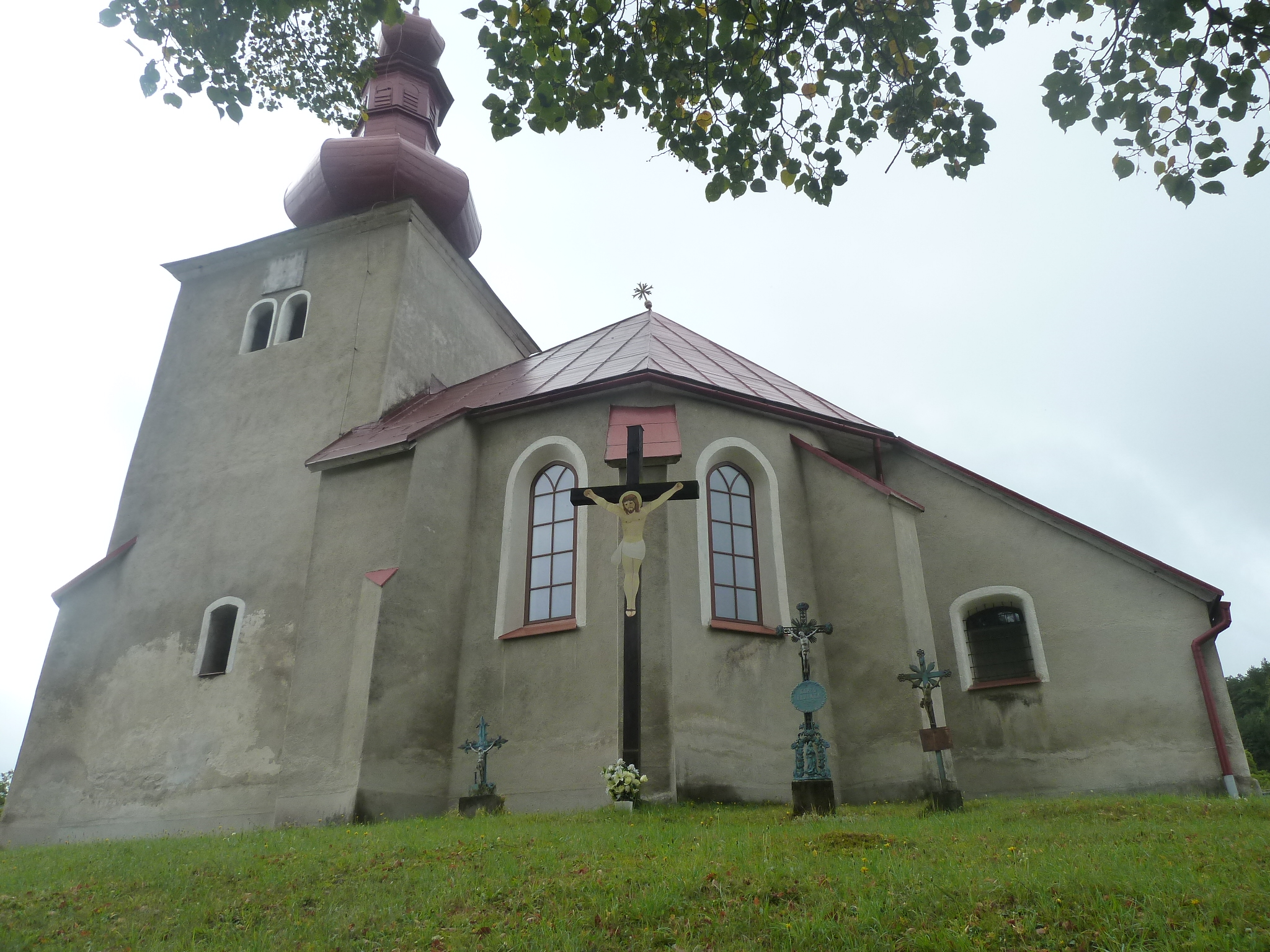
Kirche

## Geographie
Der Ort liegt in einer Höhe von 505 m und hat eine Fläche von 17,168 km². Die Einwohnerzahl beträgt  952.

## Geschichte
Der Ort wurde erstmals im Jahr 1113 erwähnt.

## Bevölkerung
| Jahr                | 1994 | 2004    | 2014    | 2024    |
| ------------------- | ---- | ------- | ------- | ------- |
| Anzahl der Personen | 957  | 952     | 940     | 878     |
| Unterschied         |      | −0,52 % | −1,26 % | −6,59 % |

| Jahr                | 2023 | 2024    |
| ------------------- | ---- | ------- |
| Anzahl der Personen | 887  | 878     |
| Unterschied         |      | −1,01 % |

## Sehenswürdigkeiten
- Rokoko-Landhaus aus dem Jahre 1754
- Römisch-katholische Kirche

## Persönlichkeiten
- Eliáš Láni (1570–1618), lutherischer Geistlicher und Dichter
- Marie von Zay (1779–1842), Schriftstellerin und Dramatikerin